# Roberto Frejat
Roberto Frejat, anche noto solo come Frejat (Rio de Janeiro, 21 maggio 1962), è un cantante, compositore e chitarrista brasiliano.
È cofondatore della band Barão Vermelho

## Discografia

### Solista
- (2001) Amor para Recomeçar
- (2003) Sobre Nós Dois e o Resto do Mundo
- (2008) Intimidade Entre Estranhos
- (2009) Perfil
- (2012) Frejat - Rock in Rio 2011

### Con i Barão Vermelho
- (1982) Barão Vermelho
- (1983) Barão Vermelho 2
- (1984) Maior Abandonado
- (1986) Declare Guerra
- (1987) Rock'n Geral
- (1988) Carnaval
- (1989) Barão ao vivo
- (1990) Na Calada da Noite
- (1991) Acústico MTV - Barão Vermelho
- (1992) Barão Vermelho 1985 - Rock in Rio 1
- (1992) Supermercados da Vida
- (1994) Carne Crua
- (1996) Álbum
- (1998) Puro Êxtase
- (1999) Balada MTV - Barão Vermelho
- (2004) Barão Vermelho
- (2005) MTV ao vivo - Barão Vermelho